# JTBC PLUS
JTBC PLUS(주식회사 제이티비씨플러스)은 대한민국의 유료 텔레비전 사업자로 JTBC의 계열사이다.

## 채널 변경
- 2005년 1월 7일 : J골프 개국
- 2015년 3월 16일 : J골프가 JTBC GOLF로 변경
- 2015년 8월 1일 : JTBC3 폭스 스포츠 개국
- 2016년 3월 1일 : JTBC2 개국
- 2018년 4월 20일 : JTBC4 개국
- 2020년 3월 11일 : JTBC3 폭스 스포츠가 JTBC 골프&스포츠로 변경

## 채널 운영
| 채널             | 채널 정보                 | JTBC PLUS 운영  |
| ---------------- | ------------------------- | --------------- |
| JTBC2            | 연예오락 전문채널         |                 |
| JTBC 골프&스포츠 | 대한민국 골프&스포츠 채널 | JTBC 스포츠     |
| JTBC4            | 연예오락 전문채널         |                 |
| JTBC GOLF        | 골프 전문채널             | JTBC 디스커버리 |